# Nikołaj Tarasow (wojskowy)
Nikołaj Jefimowicz Tarasow, ros. Николай Ефимович Тарасов (ur. 9 maja 1904 we wsi Puktysz, zm. ?) – radziecki wojskowy (podpułkownik), komendant wewnętrzny specjalnego obozu zbiorczego w Lötzen, wykładowca na kursach "wywiadu wewnętrznego" organizowanych przy Sonderstab „R”, a następnie szef kontrwywiadu i dowódca 1. Pułku 1. Rosyjskiej Armii Narodowej podczas II wojny światowej.
Podczas wojny domowej w Rosji wstąpił ochotniczo do wojsk Białych adm. Aleksandra W. Kołczaka na Syberii. Dostał się do niewoli bolszewickiej. Służył następnie w Armii Czerwonej. Ukończył szkołę piechoty. Dowodził pułkiem powietrznodesantowym. Pod koniec października 1937 roku jako kapitan został aresztowany przez NKWD. W 1940 roku wyszedł na wolność. Został wykładowcą w jednej z uczelni wojskowych. Po ataku wojsk niemieckich na ZSRR 22 czerwca 1941 roku, dowodził w stopniu podpułkownika 1. Manewrową Brygadą Powietrznodesantową. Na początku kwietnia 1942 roku w tzw. kotle diemiańskim dostał się do niewoli niemieckiej. Osadzono go w obozie jenieckim, gdzie zadeklarował kolaborację z Niemcami. Objął funkcję komendanta wewnętrznego specjalnego obozu zbiorczego w Lötzen w Prusach Wschodnich i jednocześnie wykładowcy na kursach "wywiadu wewnętrznego" organizowanych przy Sonderstab „R” płk. Borisa A. Smysłowskiego. Występował pod fałszywym nazwiskiem Soboliew. Następnie w stopniu pułkownika objął funkcję szefa kontrwywiadu 1. Rosyjskiej Armii Narodowej. Jednocześnie został dowódcą 1. Pułku Armii, na czele którego na początku maja 1945 roku przekroczył granicę Liechtensteinu, gdzie go internowano. Według części źródeł był sowieckim agentem. Dalsze jego losy są nieznane.